# Rusiya Al-Yaum
Rusiya Al-Yaum (en árabe: روسيا اليوم significa "Rusia Hoy") es un canal de noticias internacional en árabe, propiedad de la agencia estatal rusa de noticias RIA-Novosti. Rusiya Al-Yaum está disponible desde el 4 de mayo de 2007 en países europeos y árabes.